# 고래사냥 (노래)
〈고래사냥〉은 송창식의 노래이다. 소설가 최인호가 작사하였고 송창식이 작곡하였다. 1975년 영화 《바보들의 행진》, 1984년 《고래사냥》의 주제가로 쓰여 널리 알려졌다.